# دان لمن
دان لمن (انگلیسی: Don Lemon؛ زادهٔ ۱ مارس ۱۹۶۶) روزنامه‌نگار اهل ایالات متحده آمریکا است. او به عنوان مجری شبکه سی‌ان‌ان فعالیت می‌کند. وی همچنین برندهٔ جوایزی همچون جایزه امی شده‌است.